# Kralovice
Kralovice (Crelowicz, Chralowicz, Kralowicz; německy Kralowitz) jsou město v okrese Plzeň-sever v Plzeňském kraji. Žije v nich přibližně 3 500 obyvatel a katastrální území obce měří 3979 ha. Obec je součástí Mikroregionu Kralovicko.

## Historie
Okolí Kralovic bylo osídlené již v pravěku. V roce 1895 bylo asi 2,5 kilometru severozápadně od městského centra bylo a severozápadním úpatí Červené hory objeveno pohřebiště z doby halštatské a laténské tvořené třiceti hroby. Dvanáct hrobů ve čtyřech mohylách bylo prozkoumáno. Obsahovaly pozůstatky keramických nádob, nožů, mečů, spon, korálků a další předměty. Další pohřebiště bylo roku 1972 objeveno na jihozápadním úpatí, a byly prozkoumány celkem čtyři mohyly o průměru pět až šest metrů.
Ze jména lze vyvozovat, že Kralovice byly založeny Hedčany odběhlými od svých soukmenovců jako ves lidí králových na pozemcích českého panovníka Vladislava II.
První písemná zmínka o Kralovicích je spojena s plaským klášterem: roku 1183 kníže Bedřich věnoval klášteru trhovou ves s tvrzí ležící na křižovatce obchodních cest mezi Žatcem, Prahou, Plzní a Chebem. V roce 1289 byly Kralovice povýšeny na poddanské městečko.[zdroj⁠?!] Křižovatka obchodních cest ve středu městečka se postupnými úpravami rozšířila v náměstí. Roku 1400 plaský opat Kralovice vysadil zákupním právem, přičemž stanovil, že se městečko bude řídit právy města Rakovníka. Město v téže době získalo řadu obchodních a právních výsad.
Za husitských válek bylo město silně poškozeno a král Zikmund je zastavil s okolními vesnicemi bratrům Bedřichu a Hanuši z Kolovrat. Ti později rozdělili městečko na dvě části – jedna patřila ke krašovskému panství, druhá k hradu Libštejn na druhém břehu Berounky. Hanušovu polovinu se plaskému klášteru podařilo získat roku 1480 od jeho syna Hanuše II. z Kolovrat za 1 600 kop grošů. Libštejnskou polovinu získal klášter roku 1513, ale po pěti letech přešla polovina města ke kaceřovskému panství.
S Kaceřovem získal Kralovice v roce 1531 Florián Gryspek a od stagnujícího kláštera získal do zástavy roku 1543 i druhou část. Na žádost Gryspeka povýšil 29. září 1547 král Ferdinand I. Habsburský Kralovice na město a udělil jim městský znak, právo pečetit červeným voskem a mnoho tržních výsad.[zdroj⁠?!] Součástí povýšení bylo také hradební právo, ale opevnění nikdy nebylo postaveno. Z roku 1450 se dochoval dopis Jindřicha z Kolovrat, který výslovně uvádí absenci opevnění, ale dokládá existenci městských bran.
Gryspekové si ve městě vystavěli malý zámek a také nechali renesančně přestavět gotický kostel sv. Petra a Pavla. V pobělohorské době byly Kralovice i s dalším majetkem Gryspekům konfiskovány a roku 1623 vráceny plaskému klášteru za zásluhy ve stavovském povstání a věrnost císaři. Během třicetileté války bylo v městě ze 105 domů zničeno 52. V roce 1650 žilo v domech, jenž přečkaly válečné hrůzy, 253 obyvatel. Město zůstalo v majetku plaského kláštera až do jeho zrušení v roce 1785.
Ke konci 18. století byl v Kralovicích zřízen regulovaný magistrát a v 19. století bylo město součástí panství rakouského politika K. W. Metternicha. Přibližně v polovině 19. století stálo 285 domů a okolo 1 800 obyvatel. Domy budované převážně ze dřeva byly obětí opakujících se požárů, např. roku 1845 vyhořely Kralovice z poloviny. Na sklonku 19. století se město rychle rozrostlo – ve 335 domech žily necelé dva tisíce obyvatel, kteří obvykle pracovali v zemědělství nebo se živili drobnými řemesly. Kralovice byly známé dobytčími trhy či chovem kralovického prasete.
V roce 1910 byla v Kralovicích poprvé otevřena městská knihovna, dnes nejstarší kulturní instituce města. Rozkvět Kralovice zaznamenaly především mezi světovými válkami a po roce 1945, kdy se severozápadní část města rozrostla o řadu rodinných domů a vilek. V téže době se do Kralovic koncentrovala řada podniků poskytujících služby pro zemědělství a drobný průmysl lokálního významu. V letech 1850–1949 byly Kralovice sídlem okresu.

## Obyvatelstvo
| Rok            | 1869  | 1880  | 1890  | 1900  | 1910  | 1921  | 1930  | 1950  | 1961  | 1970  | 1980  | 1991  | 2001  | 2011  | 2021  |
| -------------- | ----- | ----- | ----- | ----- | ----- | ----- | ----- | ----- | ----- | ----- | ----- | ----- | ----- | ----- | ----- |
| Počet obyvatel | 2 883 | 2 773 | 2 773 | 2 873 | 2 836 | 2 818 | 3 154 | 2 718 | 2 778 | 3 081 | 3 224 | 3 340 | 3 490 | 3 453 | 3 380 |
| Počet domů     | 452   | 455   | 457   | 457   | 464   | 478   | 561   | 642   | 621   | 647   | 653   | 760   | 827   | 785   | 914   |

## Městská správa

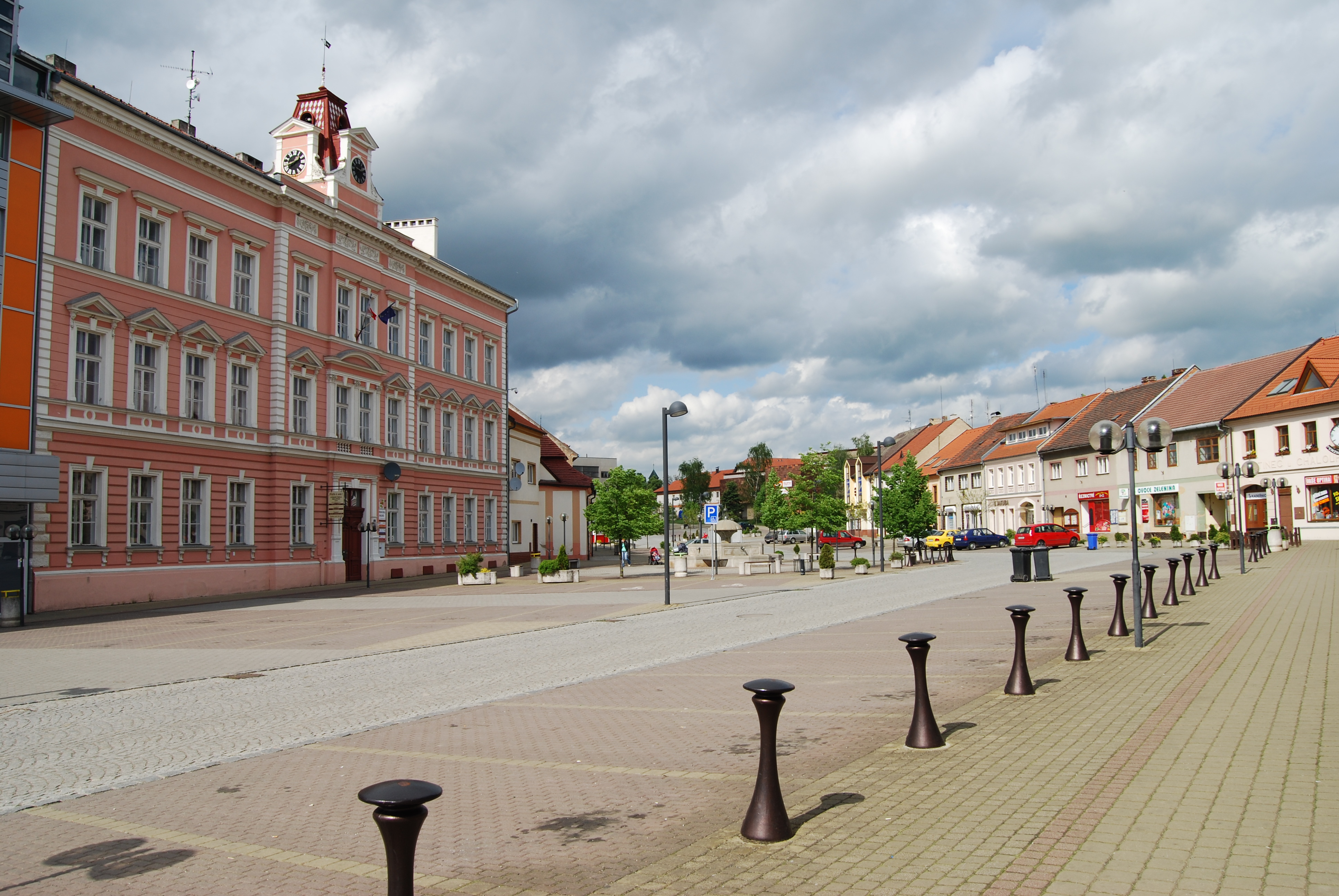
Náměstí Osvobození

### Části města
Město se skládá ze šesti částí:
- Bukovina
- Hradecko
- Kralovice
- Mariánský Týnec
- Řemešín
- Trojany

Od 1. července 1980 do 23. listopadu 1990 byla součástí města také obec Výrov. Od 1. července 1985 do 31. prosince 1991 byly součástí města také obce Dolní Hradiště a Kočín. Od 1. července 1985 do 31. prosince 1992 byly součástí města také obce Bílov, Potvorov, Sedlec a Vysoká Libyně.

### Starosta
- Karel Popel (* 1965), ve funkci od roku 2018

### Znak
Kralovice původně užívaly půlený znak s postavou sv. Doroty s českým lvem. V roce 1547 rozšířil Florián Gryspek znak přidáním krokvicových pruhů, znamením z vlastního erbu. Znak Kralovic je příčně rozdělen, přičemž horní polovina je dále svisle rozdělena. V prvním modrém poli je obraz svaté Doroty oděné v bílé říze a červeném plášti. Na hlavě nese korunu, v levé ruce drží košík s růžemi, pravou rukou se drží nahého dítěte, které v ruce drží růži. Obě postavy stojí na ležícím stříbrném jednoocasém lvu obráceném vpravo, svatá Dorota stojí na hřbetě, dítě na hlavě. V druhém poli je stříbrný dvouocasý lev na červeném pozadí. Lev má zlatou zbroj a korunu, zachycen je ve skoku, obrácený ke středu znaku. Dolní polovina znaku nese krokvicové pruhy Floriána Gryspeka, přičemž na pravém zlatém poli jsou dva šikmé modré pruhy, na levém modrém poli jsou naopak zlaté pruhy nakoso.

## Pamětihodnosti

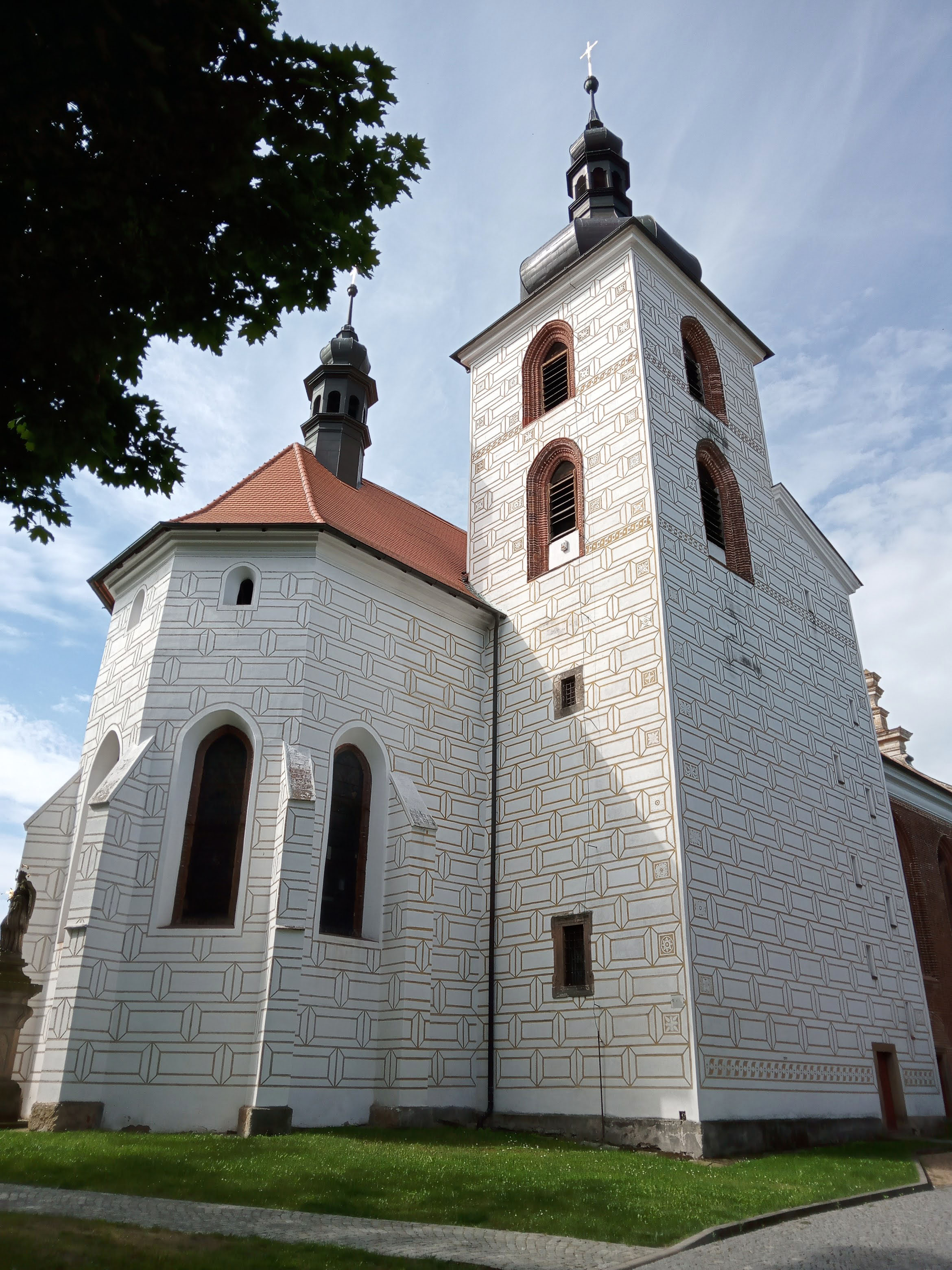
Kostel svatého Petra a Pavla

Kostel svatého Petra a PavlaPůvodně gotický kostel svatého Petra a Pavla zmiňovaný již roku 1250 byl za Floriána Gryspeka renesančně přestavěn. Gryspek nechal zřídit i rodinnou hrobku připojenou ke kostelu, kde spočinul se svou chotí a dalšími členy rodu Gryspeků. Kryptu s mumifikovanými těly v prosklených rakvích je možno na požádání obsluhy kostela navštívit. V kostele jsou funkční varhany pocházející ze 17. století.
FaraBudova barokní fary čp. 158 se nachází v sousedství kostela svatého Petra a Pavla nad Kralovickým potokem. Postavena byla v roce 1703 za opata Evžena Tyttla. Sklepy fary jsou vytesány do skály, přízemní prostory jsou sklenuté, v patře jsou barokní malby, střecha valbová. Před farou barokní vjezd datovaný do roku 1763.
Poplužní dvůr a zámekPoplužní dvůr byl situován v severní části města. V první polovině 15. století byl občas používán Bedřichem a Hanušem z Kolovrat. Po návratu dvora do majetku plaského kláštera byl dvůr využíván věřiteli kláštera, např. v roce 1513 na dvoře sídlil Nikl z Rajchu, 1521 Šebestián Holznecher z Fišpachu a v letech 1534–1541 Volf Sosenský ze Stebna. Když Kralovice získal Florián Gryspek, přenechal dvůr Jiřímu Velvarskému ze Saxendorfu, svému úředníku na Kaceřově. V poslední čtvrtině 16. století nechal Florián Gryspek postavit ve dvoře patrový renesanční zámeček s nárožní věží. Po konfiskaci majetku Gryspeků připadly Kralovice zpět plaskému klášteru a ten dával dvůr do užívání svým různým věřitelům, např. v roce 1628 jej opat Jiří Vašmucius půjčil Janu Tillingerovi ze Strádáně. Po zrušení kláštera připadl dvůr náboženskému fondu, který kralovický dvůr rozprodal v roce 1798. Zámek sloužil jako hostinec. Při velkém požáru Kralovic v roce 1845 byl zámek značně poškozen. Věž zcela zanikla, budova byla snížena o patro a přízemí dostalo novou podobu. Ve své poslední podobě sloužila jako hostinec čp. 74. Budova zámku byla stržena v roce 1983 a na jejím místě byl postaven obchodní dům.
Hřbitovní kaple svatého Jana KřtiteleNa novém hřbitově z let 1836–1838 nechal zkoušený rada kralovického magistrátu Antonín Bäuml postavit kapli svatého Jana Křtitele k uctění památky své manželky. Základní kámen kaple byl slavnostně vysvěcen farářem Jakubem Langem v létě 1842. Dochovala se informace o stavebních nákladech, které činily 764 zlatých, ale není známo, kdy byla kaple dokončena nebo vysvěcena. Ostatky Terezie Bäumlové byly uloženy do základů kaple. Roku 1867 darovala Občanská záložna v Kralovicích kapli dva zvonky ulité plzeňským zvonařem K. Pernerem.
Českobratrský kostel v KralovicíchČeskobratrský kostel od architekta Hanuše Zápala pochází z roku 1934.

#### Spořitelna - bývalá okresní záložna hospodářská
Hodnotná funkcionalistická stavba železobetonové konstrukce dle projektu architektů Františka Stalmacha a Jana Svobody z roku 1937. Budova na                           náměstí Osvobození č. 50 byla dostavěna a zkolaudována v roce 1939.

## Osobnosti
Rodáci
- Ondřej Trojer (1648–1699), opat plaského kláštera
- Jan Velflík (1835–1871), rakouský právník a politik české národnosti, poslanec Českého zemského sněmu
- František Ekert (1845–1902), katolický kněz, historik a spisovatel
- František Nachtikal (1874–1939), profesor technické fyziky
- Otto Eckert (1910–1995), sochař, keramik a pedagog
- Marie Uchytilová-Kučová (1924–1989), sochařka a medailérka
- Václav Podestát (* 1960), umělecký fotograf, profesor Slezské univerzity[11], muzejník
- Václav Švamberk (* 1962), autor řady odborných knih o včelařství [12]
- Antonín Alexandr Švihlík (1799–1846), kněz, překladatel, spisovatel

Významní obyvatelé
- Irena Bukačová (* 1949), historička, spisovatelka, překladatelka a bývalá ředitelka Muzea a galerie Severního Plzeňska
- Antonín Hubka (1872–1919), český politik a menšinový pracovník, poslanec Říšské rady
- Karel Rom (* 1950), regionální historik a publicista
- Jan Jindřich Marek (1803–1853), český obrozenecký kněz a spisovatel. Svá díla publikoval pod pseudonymem Jan z Hvězdy
- Bohumír Struska (1896–1983), spisovatel a ochotnický režisér a dramatik, v literárním světě používal zdrobnělinu svého jména Bohuš
- Ferdinand Šrekr (1869–1936), novinář, publicista a nakladatel
- Josef Vorel (1912–1997), historik, muzejní a vlastivědný pracovník
- Hanuš Zápal (1885–1964), český architekt, zakladatel Spolku pro záchranu Mariánské Týnice